# ペスコザンソネスコ
ペスコザンソネスコ（イタリア語: Pescosansonesco）は、イタリア共和国アブルッツォ州ペスカーラ県にある、人口約500人の基礎自治体（コムーネ）。

## 地理

### 位置・広がり

#### 隣接コムーネ
隣接するコムーネは以下の通り。
- ブッシ・スル・ティリーノ
- カペストラーノ (AQ)
- カスティリオーネ・ア・カザウリア
- コルヴァーラ
- ピエトラーニコ

## 行政

### 分離集落
ペスコザンソネスコには、以下の分離集落（フラツィオーネ）がある。
- Colle della Guardia, Decontra, Dogli